# Roger de Bussy-Rabutin

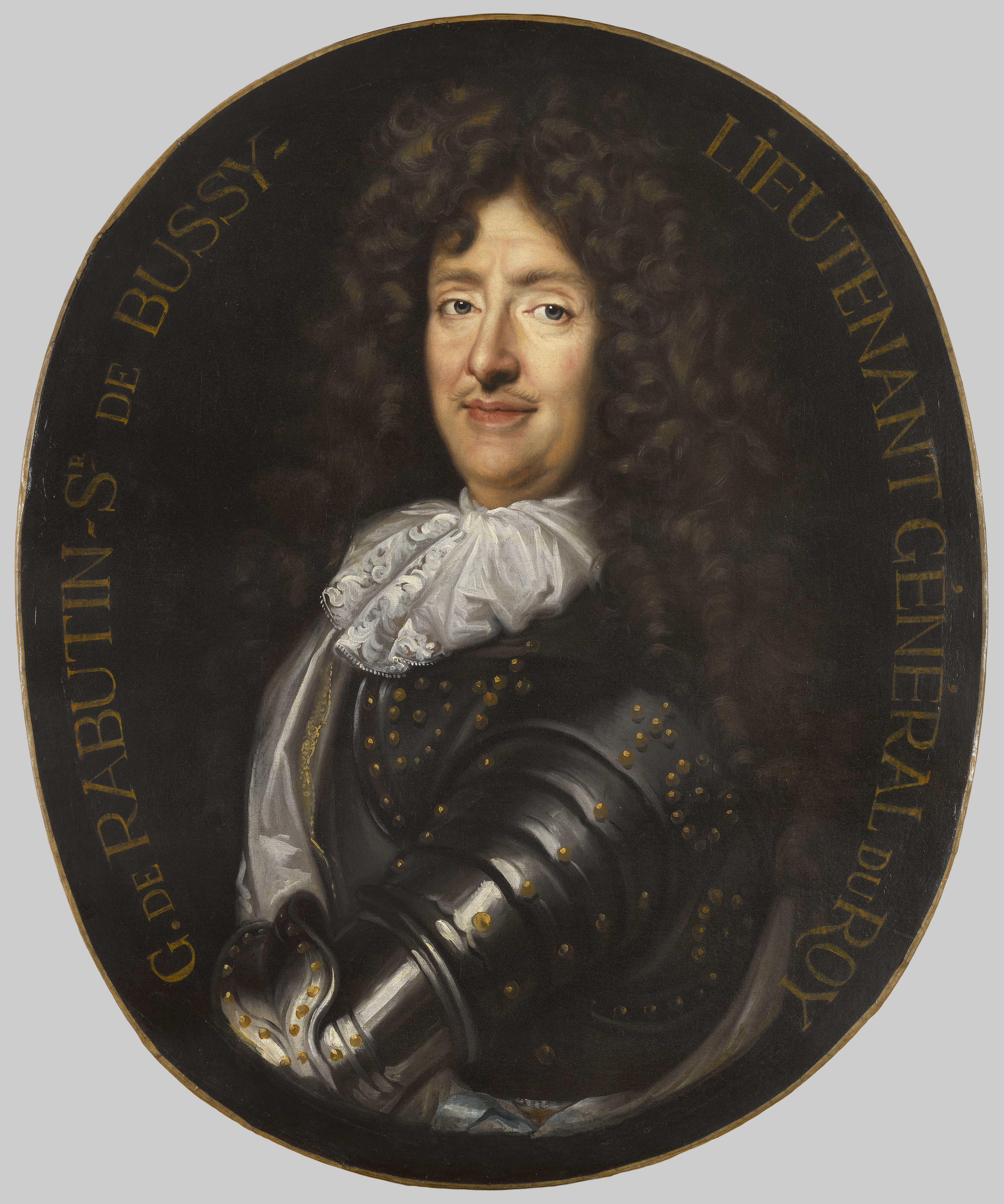
Roger de Bussy-Rabutin. Porträt im Château de Bussy-Rabutin

Roger, comte de Bussy-Rabutin (* 3. Apriljul. / 13. April 1618greg. auf dem Château d’Épiry in Saint-Émiland; † 9. April 1693 in Autun) war ein französischer Offizier und Schriftsteller.

## Leben
Bussy-Rabutin war ein Cousin der Marquise von Sévigné. Er diente seit seinem 16. Lebensjahr im Regiment seines Vaters. Er stieg zügig bis zum Lieutenant-général auf, verfeindete sich dann aber mit Marschall Turenne und musste die Armee verlassen.
Er ging nach Versailles an den königlichen Hof, wo ihm jedoch ein Spottgedicht auf die Liebschaft König Ludwigs XIV. mit Madame La Vallière die königliche Ungnade zuzog. Er wurde wegen seines Buches Histoire amoureuse des Gaules (Lüttich, 1665) ein Jahr lang in der Bastille inhaftiert und anschließend auf seine Güter (Schloss Bussy-Rabutin) verbannt. Erst nach 16 Jahren durfte er wieder in Versailles erscheinen.
Bussy-Rabutin kehrte später nach Burgund zurück und schrieb seine Mémoiren (2 Bände, 1696) und Lettres (7 Bände, Paris, 1697 und 1709).
Bekannt wurde sein 1677 an den Grafen von Limoges gerichtetes Wort Gott ist für gewöhnlich mit den starken Bataillonen durch die Nachzitierung Friedrichs des Großen.
Roger de Bussy-Rabutin starb am 9. April 1693 in Autun.
Sein Sohn Jean-Louis de Bussy-Rabutin (1642–1717) war kaiserlicher Generalfeldmarschall (1704), kämpfte gegen die Türken in Transsylvanien und gegen die Aufständischen von Franz II. Rákóczi. Sein zweiter Sohn war Bischof Michel-Celse-Roger de Bussy-Rabutin.

## Schriften (Auswahl)
- Mémoires de Roger de Rabutin, comte de Bussy. Gregg, Farnborough 1972, OCLC 654413858.
- Correspondance avec le père René Rapin. A.-G. Nizet, Paris 1983, ISBN 978-2-7078-1027-4.
- Histoire amoureuse des Gaules. In: Les grands classiques de la littérature libertine. 20. Le Monde, Paris 2010, OCLC 809950225.